# Dihemistophenus lydiae
Dihemistophenus lydiae är en plattmaskart. Dihemistophenus lydiae ingår i släktet Dihemistophenus och familjen Lepocreadiidae. Inga underarter finns listade i Catalogue of Life.